# Coelalysia urbana
Coelalysia urbana är en stekelart som först beskrevs av Papp 1967.  Coelalysia urbana ingår i släktet Coelalysia och familjen bracksteklar. Inga underarter finns listade i Catalogue of Life.